# The Labyrinth Tour – Live from The O2
The Labyrinth Tour – Live at The O2 este primul album în concert al cântăreței britanice Leona Lewis. Discul a fost lansat în toamna anului 2010 în Anglia, unde a primit recenzii pozitive din partea presei și publicului, câștigând treapta cu numărul patru în ierarhiile britanice de specialitate.

## Conținut
- Disc 1 — CD:

1. „Brave” — 5:26
2. „Don't Let Me Down” — 4:44
3. „Better in Time” — 4:11
4. „Whatever It Takes” — 3:33
5. „Happy” — 4:46
6. „The First Time Ever I Saw Your Face” — 4:46
7. „Outta My Head” — 4:47
8. „Sweet Dreams (Are Made of This)” — 3:22
9. „Run” — 6:40
10. „Bleeding Love” — 6:02

- Disc 2 — DVD:

1. „Intro/Brave” — 5:00
2. „Don't Let Me Down” — 4:42
3. „Better In Time” — 4:08
4. „Whatever It Takes” — 4:21
5. „Take a Bow” — 5:51
6. „Video Interlude: Ride a White Swan” — 2:41
7. „I See You Intro/I See You” — 3:11
8. „Can't Breathe” — 4:27
9. „Forgive Me” — 4:49
10. „Happy” — 4:25
11. „Could It Be Magic: Music Box/Could It Be Magic Intro” — 4:37
12. „I Got You” — 4:07
13. „Cry Me a River” — 5:14
14. „The First Time Ever I Saw Your Face” — 4:22
15. „Homeless Intro/Homeless” — 4:04
16. „Video Interlude: They Don't Care About Us” — 3:31
17. „Outta My Head” — 4:43
18. „Sweet Dreams (Are Made of This)” — 3:14
19. „Run” — 8:09
20. „Bleeding Love Intro/BleedingLove” — 5:46